# Luvinate
Luvinate (Lunà in dialetto varesotto) è un comune italiano di 1 343 abitanti della provincia di Varese in Lombardia. Il comune è attraversato dal torrente Tinella.

## Storia

### Simboli
Lo stemma e il gonfalone sono stati concessi con decreto del presidente della Repubblica del 7 ottobre 1963.
Nello stemma comunale è raffigurata una torre d'argento fondata sulla pianura di verde e affiancata da due girasoli. Il gonfalone è un drappo partito bianco e di azzurro.

## Monumenti e luoghi d'interesse

### Architetture religiose
- Chiesa di Sant'Antonio (ante 1150), edificio romanico che nel 1876 risultava essere dotato di absidi oggi non più visibili.[6]

### Architetture civili

#### Ex-monastero di Sant'Antonio
Dell'ex-monastero benedettino di Sant'Antonio, attuale sede del Golf club Varese, sopravvive un chiostro databile al XV secolo.

#### Villa Mazzorin
Inserita in un ampio giardino all'inglese, la villa fu costruita nel 1877 in stile eclettico, su commissione dei Mazzorin, famiglia veneta che nel 1930 passò la proprietà ai Rossi. Il complesso della villa comprende un rustico in stile neogotico.

## Società

### Evoluzione demografica
- 225 nel 1751
- 284 nel 1805
- Annessione di Barasso, Morosolo, Casciago e Oltrona nel 1812
- 505 nel 1853
- 557 nel 1859
- annessione a Comerio nel 1927
- 810 nel 1961

Abitanti censiti

## Infrastrutture e trasporti
Fra il 1914 e il 1940 Luvinate ospitava una fermata della tranvia Varese-Angera, gestita dalla Società Anonima Tramvie Orientali del Verbano (SATOV).